# 牧野宗則
牧野 宗則（まきの むねのり、1940年（昭和15年）2月11日 -　）は日本の木版画作家。浮世絵木版画の高度な技術と創作木版画の精神性を融合・昇華させ、自然の生命の輝きを華麗に表現する。静岡県静岡市葵区出身。次女は同じく木版画家の風鈴丸。

## 来歴
- 1940年 静岡市で生まれる。
- 1955年 大村政夫（彫刻家・日展会員）の指導を受ける。この頃から伝統浮世絵木版画に強い関心を持ち、東京・京都の木版画摺師を訪ねて、伝統木版画の制作現場に触れる。
- 1958年 静岡県立静岡高等学校卒業。卒業記念作品として『木版画集』を発行。家業の植物油脂卸売業を手伝いながら、創作版画の制作をする。彫り台・摺り台・刷毛・彫刻刀・鮫皮等の専門道具を揃えながら、たびたび東京・京都の摺師の仕事場を訪れ仕事を見学しながら技法を学ぶ。
- 1958年 木版画摺師小川文彦・松本節太郎・佐々木茂ら多くの職人から伝統木版画の技術をまなび、高度な技法を修得していく。
- 1968年 静岡県版画協会会員になる。
- 1970年 技法修得のため諸作品の復刻を行う。
- 1975年 木版画制作にすべてをかけ、プロの版画家として進むことを決意。
- 1977年 全国各地で個展開催。
- 1981年 福井県今立町（現・越前市）の越前和紙の紙漉師・岩野治夫との出会いがあり、自分の作品に適した手漉和紙づくりをはじめる。
- 1982年 和歌山県有田郡清水町（現・有田川町）に伝わる紀州和紙「保田紙」の復活に際して「保田紙」を版画用紙として改良するために協力。
- 1983年 静岡県美術家連盟会員になる。
- 1983年 '83フィナール国際美術展に『月下岑嶺』を出品。
- 1983年 '83日仏現代美術展（パリ展・グランパレ・ナショナル・ギャラリー）に『月影』を出品。
- 1985年 上海大学美術学院招請訪問。任意（同美術大学副院長・版画家）の案内で、上海水印木刻（中国木版画）蘇州木版画の制作現場を訪問し、日本の伝統木版画と中国木版画との関係、及び制作技法の特徴について学ぶ。
- 1986年 静岡県版画協会を退会する。
- 1986年 牧野宗則後援会発会。
- 1986年 ジョスリン美術館作品展（オマハ）
- 1986年 静岡県立美術館にて技法講座「伝統木版画の技法」を開催。
- 1986年 訪米（ニューヨーク・シカゴ・オマハ・ボストン・シアトル）ボストン美術館訪問。
- 1987年 『牧野宗則木版画集』発行(阿部出版）。
- 1987年 日本縦断展を開催。
- 1989年 日本生命創業100周年記念カレンダー「牧野宗則　日本の四季」発行
- 1989年 郵政省より「静岡市制100周年記念・静岡駿府博覧会記念━絵入りはがき(5枚組）」が発行される。
- 1989年 第一回川村賞受賞。牧野宗則の世界展（川村文化振興財団主催　日本生命協力）を開催。
- 1990年 裾野市にアトリエを移す。(設計・象設計集団）
- 1990年 ラ・ホール富士（富士市勤労者総合福祉センター）に大型陶板壁画「なでしこの花」を制作。
- 1991年 長崎県立美術館にて技法講座を開く。1992年にも開催。」
- 1992年 浮世絵太田記念美術館で現存作家で初めての個展「北斎・広重からの華麗なる展開　牧野宗則木版画展」を開催。続いて札幌・静岡・長崎・佐賀で開催。
- 1992年 『牧野宗則自選木版画集』発行。
- 1992年 伊藤忠商事（株）・（株）メイビスにより、作品『創世』の創作記念ビデオを制作。
- 1992年 同ビデオが第5回日本産業文化映像祭において文部大臣賞受賞。1992年教育映画・ビデオ祭において優秀作品賞受賞。
- 1992年 静岡新聞社創刊50周年記念・SBS静岡放送開局40周年記念として牧野宗則木版画3部作「創世」「五彩の海」「むらさきの風」を発表。
- 1992年 クーポール会館(静岡市）に大型陶板壁画「むらさきの風」を制作。
- 1993年 NHKテレビ「土曜美の朝」放映。
- 1993年 NHKBSテレビ生紀行「豊饒の干潟を描く」放映。
- 1994年 静岡県文化奨励賞受賞。
- 1994年 作品を再度摺り増しする気持ちはないので、資料として残したい版木以外は二度と摺れないようにするために、とりあえず約60種の作品約300枚位の版木を焼却する。
- 1997年 「棟方志功・牧野宗則二人展」を九州各地で開催。
- 1999年 浮世絵太田記念美術館で「北斎・広重からの華麗なる展開」第2回牧野宗則木版画展。
- 1999年 掛川二の丸美術館（静岡県掛川市）にて「海の光・山の光━生きる歓び　牧野宗則木版画展」開催
- 1999年 神戸阪急ミュージアムにて「牧野宗則木版画展」開催。（神戸新聞社共催）
- 1999年 Bunkamura Gallery（東京渋谷）で個展開催。（'02 '04 '06 '08）
- 2000年　南アルプス市立春仙美術館にて「自然讃歌━牧野宗則展」開催。
- 2000年 静岡新聞社創刊60周年・SBS静岡放送開局50周年記念の作品を風鈴丸と共に制作、発表。松坂屋静岡店で「牧野宗則・風鈴丸親子展」開催。
- 2001年 静岡市文化功労者。
- 2001年 平野美術館（浜松市）にて「牧野宗則・風鈴丸木版画二人展」開催。
- 2002年 富士市総合センターフィランセ富士に大型陶板壁画「光明」を制作。
- 2003年 文化庁長官表彰受賞。
- 2003年 郵政公社より「新静岡市発足記念・絵入りはがき（5枚組）」発行。
- 2003年 「国際園芸博覧会━浜名湖花博」の公式記念メダルの原画「sweet angel」を制作。
- 2004年 版木の美しい部分のみを切り取り、版木そのもので作品制作することを決断。ブロックス・アートと名付け作品を発表する。
- 2007年 長崎大丸にて「伝統版画300年の奇蹟━牧野宗則木版画展」開催。（長崎新聞社主催）
- 2007年 太宰府天満宮宝物殿「平成の餘香帖」完成記念展の「春彩」を出陳・収蔵。
- 2007年 裾野市民文化センターにて「牧野宗則・風鈴丸木版画親子展」開催。（裾野振興公社・裾野市民文化センター主催）
- 2008年 富士市文化センター・ロゼシアターにて「牧野宗則・風鈴丸親子展」開催。（富士市文化振興財団主催）
- 2009年 浮世絵大田記念美術館にて「第3回　北斎・広重からの華麗なる展開━牧野宗則展」開催。
- 2009年 掛川二の丸美術館にて「伝統版画300年の奇蹟　牧野宗則展」開催。
- 2009年 「牧野宗則全木版画集」発行。（阿部出版・静岡新聞社）
- 2009年 静岡空港ターミナルビルに陶板壁画「いのちの花」制作。
- 2010年 ニューヨークのニッポンクラブで「牧野宗則展」開催。
- 2021年（令和3年）12月17日-26日、コロナ禍で延期されていた次女・風鈴丸との「二人展」を銀座和光ホールで開催[4]。

### その他
1980年頃より毎年数回日本各地の主要百貨店・ギャラリー等で個展開催。